# МТК (Будапешт)
МТК (угор. Magyar Testgyakorlók Köre — укр. Гурток угорської фізичної культури) — професійний угорський футбольний клуб з міста Будапешт. Найтитулованіший футбольний клуб країни (23-кратний чемпіон Угорщини та 12-кратний володар Кубка Угорщини з футболу) засновано 16 листопада 1888 року.
Золотим періодом команди вважається час до Другої світової війни. Серед відомих футболістів: Нандор Хідегкуті, Міхай Лантош, Карой Шандор та Дьєрдь Орт.
Після приходу соціалістичної влади команда не раз змінювала назву: у 1950-му на «Текстиль», 1951 — «Будапешт Бастія», 1952 — «Будапешт ВЛ». У 1956 році команді повернули історичну назву.
Клуб двічі вибував з вищого дивізіону чемпіонату Угорщини: у 1981 та 1994 роках. Проте, команда затримувалася там лише на один рік обидва рази. Востаннє до МТК прийшло нове керівництво, і футбольна команда виділилася в окреме товариство й отримала назву «Футбольний клуб МТК».

## Титули та досягнення
- Чемпіон Угорщини (23): 1904, 1908, 1914, 1917, 1918, 1919, 1920, 1921, 1922, 1923, 1924, 1925, 1929, 1936, 1937, 1951, 1953, 1958, 1987, 1997, 1999, 2003, 2008
- Кубок Угорщини (12): 1910, 1911, 1912, 1914, 1923, 1925, 1932, 1952, 1968, 1997, 1998, 2000
- Суперкубок Угорщини (2): 2003, 2008
- Кубок Митропи (2): 1955, 1963
- Фіналіст Кубка володарів Кубків (1): 1964

## Виступи в єврокубках
| Сезон   | Змагання                     | Раунд    | Клуб                | Вдома        | На виїзді    | В сукупності      |
| ------- | ---------------------------- | -------- | ------------------- | ------------ | ------------ | ----------------- |
| 1955–56 | Кубок Європейських чемпіонів | 1Р       | Андерлехт           | 6–3          | 4–1          | 10–4              |
| 1955–56 | Кубок Європейських чемпіонів | 1/4      | Реймс               | 4–4          | 2–4          | 6–8               |
| 1958–59 | Кубок Європейських чемпіонів | ПР       | Полонія Битом       | 3–0          | 3–0          | 6–0               |
| 1958–59 | Кубок Європейських чемпіонів | 1Р       | Янг Бойз            | 1–2          | 1–4          | 2–6               |
| 1961–62 | Кубок ярмарків               | 1Р       | Страсбур            | 10–2         | 3–1          | 13–3              |
| 1961–62 | Кубок ярмарків               | 2Р       | Локомотив Лейпциг   | 3–0          | 0–3          | 3–3 (плей-оф 2–0) |
| 1961–62 | Кубок ярмарків               | 1/4      | Новий Сад           | 2–1          | 4–1          | 6–2               |
| 1961–62 | Кубок ярмарків               | 1/2      | Валенсія            | 3–7          | 0–3          | 3–10              |
| 1963–64 | Кубок володарів кубків       | ПР       | Славія Софія        | 1–0          | 1–1          | 2–1               |
| 1963–64 | Кубок володарів кубків       | 1Р       | Мотор Цвікау        | 2–0          | 0–1          | 2–1               |
| 1963–64 | Кубок володарів кубків       | 1/4      | Фенербахче          | 2–0          | 1–3          | 3–3 (плей-оф 1–0) |
| 1963–64 | Кубок володарів кубків       | 1/2      | Селтік              | 4–0          | 0–3          | 4–3               |
| 1963–64 | Кубок володарів кубків       | Фінал    | Спортінг Лісабон    | 3–3 (дод.ч.) | 3–3 (дод.ч.) | 0–1 (плей-оф)     |
| 1969–70 | Кубок володарів кубків       | 1Р       | Магдебург           | 1–1          | 0–1          | 1–2 (дод.ч.)      |
| 1976–77 | Кубок володарів кубків       | 1Р       | Спарта Прага        | 3–1          | 1–1          | 4–2               |
| 1976–77 | Кубок володарів кубків       | 2Р       | Динамо Тбілісі      | 1–0          | 4–1          | 5–1               |
| 1976–77 | Кубок володарів кубків       | 1/4      | Гамбург             | 1–1          | 1–4          | 2–5               |
| 1978–79 | Кубок УЄФА                   | 1Р       | Полі Тімішоара      | 2–1          | 0–2          | 2–3               |
| 1985    | Кубок Інтертото              | Група 11 | Чорноморець Бургас  | 5–1          | 2–1          | 1-е місце         |
| 1985    | Кубок Інтертото              | Група 11 | Старт               | 3–0          | 3–3          | 1-е місце         |
| 1985    | Кубок Інтертото              | Група 11 | Аарау               | 3–1          | 1–1          | 1-е місце         |
| 1986    | Кубок Інтертото              | Група 1  | Фортуна Дюссельдорф | 0–0          | 3–3          | 2-е місце         |
| 1986    | Кубок Інтертото              | Група 1  | Неймеген            | 2–2          | 3–1          | 2-е місце         |
| 1986    | Кубок Інтертото              | Група 1  | Льєж                | 5–2          | 0–3          | 2-е місце         |
| 1987–88 | Кубок Європейських чемпіонів | 1Р       | Стяуа               | 2–0          | 0–4          | 2–4               |
| 1988    | Кубок Інтертото              | Group 10 | Карлсруе            | 2–1          | 1–1          | 3-є місце         |
| 1988    | Кубок Інтертото              | Group 10 | Воєводина           | 1–0          | 0–5          | 3-є місце         |
| 1988    | Кубок Інтертото              | Group 10 | Грацер              | 0–1          | 1–1          | 3-є місце         |
| 1989–90 | Кубок УЄФА                   | 1Р       | Динамо Київ         | 1–2          | 0–4          | 1–6               |
| 1990    | Кубок Інтертото              | Група 4  | Слован Братислава   | 0–2          | 0–2          | 4-е місце         |
| 1990    | Кубок Інтертото              | Група 4  | Вайле               | 0–1          | 1–4          | 4-е місце         |
| 1990    | Кубок Інтертото              | Група 4  | Норрчепінг          | 4–3          | 0–2          | 4-е місце         |
| 1990–91 | Кубок УЄФА                   | 1Р       | Люцерн              | 1–1          | 1–2          | 2–3               |
| 1993–94 | Кубок УЄФА                   | 1Р       | КР                  | 0–0          | 2–1          | 2–1               |
| 1993–94 | Кубок УЄФА                   | 2Р       | Мехелен             | 1–1          | 0–5          | 1–6               |
| 1997–98 | Кубок УЄФА                   | 1Р       | Аланія Владикавказ  | 3–0          | 1–1          | 4–1               |
| 1997–98 | Кубок УЄФА                   | 2Р       | Кроація Загреб      | 1–0          | 0–2          | 1–2               |
| 1997–98 | Ліга чемпіонів               | 1КР      | Пюнік               | 4–3          | 2–0          | 6–3               |
| 1997–98 | Ліга чемпіонів               | 2КР      | Русенборг           | 0–1          | 1–3          | 1–4               |
| 1998–99 | Кубок володарів кубків       | КР       | ГІ Гота             | 7–0          | 3–1          | 10–1              |
| 1998–99 | Кубок володарів кубків       | 1Р       | Рід                 | 0–1          | 0–2          | 0–3               |
| 1999–00 | Ліга чемпіонів               | 2КР      | Вестманнаейя        | 3–1          | 2–0          | 5–1               |
| 1999–00 | Ліга чемпіонів               | 3КР      | Кроація Загреб      | 0–2          | 0–0          | 0–2               |
| 1999–00 | Кубок УЄФА                   | 1Р       | Фенербахче          | 0–0          | 2–0          | 2–0               |
| 1999–00 | Кубок УЄФА                   | 2Р       | АЕК Афіни           | 2–1          | 0–1          | 2–2 (г)           |
| 2000–01 | Кубок УЄФА                   | КР       | Йокеріт             | 1–0          | 4–2          | 5–2               |
| 2000–01 | Кубок УЄФА                   | 1Р       | ЦСКА Софія          | 0–1          | 2–1          | 2–2 (г)           |
| 2000–01 | Кубок УЄФА                   | 2Р       | Нант                | 0–1          | 1–2          | 1–3               |
| 2003–04 | Ліга чемпіонів               | 2КР      | ГІК                 | 3–1          | 0–1          | 3–2               |
| 2003–04 | Ліга чемпіонів               | 3КР      | Селтік              | 0–4          | 0–1          | 0–5               |
| 2003–04 | Кубок УЄФА                   | 1Р       | Динамо Загреб       | 0–0          | 1–3          | 1–3               |
| 2007–08 | Кубок УЄФА                   | 1КР      | Міка                | 2–1          | 0–1          | 2–2 (г)           |
| 2008–09 | Ліга чемпіонів               | 2КР      | Фенербахче          | 0–5          | 0–2          | 0–7               |
| 2012–13 | Ліга Європи                  | 1КР      | Сениця              | 1–1          | 1–2          | 2–3               |
| 2015–16 | Ліга Європи                  | 1КР      | Воєводина           | 0–0          | 1–3          | 1–3               |
| 2016–17 | Ліга Європи                  | 1КР      | Актобе              | 2–0          | 1–1          | 3–1               |
| 2016–17 | Ліга Європи                  | 2КР      | Габала              | 1–2          | 0–2          | 1–4               |